# رایخه‌ویده
رایخه‌ویده (به هلندی: Ruigeweide) یک منطقهٔ مسکونی در هلند است که در آده‌واتر واقع شده‌است. رایخه‌ویده ۱۸۰ نفر جمعیت دارد.